# Облава (фильм, 1984)
«Облава» или «Зной» (фр. Canicule) — французский художественный фильм 1984 года, снятый режиссёром Ивом Буассе. Фильм также известен под названием «Жаркий день» (англ. Dog Day). Сценарий к фильму написан на основе романа «Canicule» (фр. Canicule) французского писателя Жана Вотрена, известного также как Жан Эрман. Премьера фильма состоялась 11 января 1984 года во Франции.

## Сюжет
Американец Джимми Кобб не в ладах с законом, он сбегает с кругленькой суммой в несколько миллионов долларов. На дворе стоит лето, самые жаркие его дни. Беглец ищет прибежища и останавливается на одной из ферм с целью перекантоваться здесь некоторое время.
Герой искал покоя, но его он не находит. Обитатели фермы оказываются очень беспокойными людьми. После того, как они узнают о том, что у Джимми есть деньги, они начинают терроризировать и преследовать его. Их цель теперь добыть его деньги любыми путями, в том числе путём обольщения Джимми нимфоманкой.

## В ролях
- Ли Марвин — Джимми Кобб
- Миу-Миу — Джессика
- Виктор Лану — Гораций
- Жан Карме — Сократ
- Бернадетт Лафон — Сеголэн
- Давид Беннент — Шим
- Грас де Капитани — Лили
- Пьер Клементи — Змей

## Другие названия
- Canecule
- Облава, Зной, Жаркий день
- Dog Day
- Dog Day — Ein Mann rennt um sein Leben
- Día de perros
- Pieski dzien
- Loukku